# Rust (muziek)

Een kwartrust

Een rust is een teken dat in de muzieknotatie gebruikt wordt om een stilte van een bepaalde duur weer te geven.

## Functie van de rust
Rusten kunnen diverse functies vervullen:
- het aangeven van het eind of juist begin van een nieuw frase, thema of zin;
- het gelegenheid geven tot ademhaling door de muzikant bij b.v. blaasinstrumenten en zangers; vaak vallen deze rusten samen met het bovenstaande;
- het gelegenheid geven tot wisseling van instrument:
  - hout- en koperblazers moeten soms diverse varianten van hun instrument bespelen in één compositie (bijvoorbeeld wisseling van hobo naar althobo en terug);
  - bij slagwerk zal de muzikant zich daadwerkelijk moeten verplaatsen naar een ander muziekinstrument;
- benadrukken van ritmiek door afwisseling muziek en rust (noten en rusten);
- verduidelijking van articulatie of dictie door toepassing van korte rusten;
- ontspanning in de muziek door een heftige passage letterlijk tot rust te brengen;
- spanning in de muziek; een (soms plotselinge) stilte waarbij iedereen de adem inhoudt (voorbeeld filmmuziek van Ennio Morricone). Dit kan zowel een generale pauze (GP) zijn als voorkomen in enkele stemmen of instrumenten terwijl de overige stemmen of instrumenten doorspelen.(zie onder)
- aangeven dat bepaalde stemmen of instrumenten in de totale compositie voor langere tijd niet hoeven mee te musiceren (zie onder).

## Speciale rusten
- Als alle stemmen of instrumenten in een compositie gelijktijdig rust hebben, wordt dit aangeduid met een generale pauze (GP).
- Als enkele stemmen of instrumenten enige tijd of enkele maten zwijgen, wordt dit ook wel met de term tacet (zwijgt) aangeduid.

## Notatie
De notatie van reguliere rusten is analoog aan de notatie van noten; Bij elke nootlengte zijn ook in lengte corresponderende rustsymbolen in gebruik.
| Lengte                    | Notatie Noot | Notatie Rust                        |
| ------------------------- | ------------ | ----------------------------------- |
| hele noot/rust            |              | A whole/semibreve rest              |
| halve noot/rust           |              | A half/minim rest                   |
| kwartnoot/-rust           |              | A quarter/crotchet rest             |
| achtste noot/rust         |              | An eighth/quaver rest               |
| zestiende noot/rust       |              | An sixteenth/semiquaver rest        |
| tweeëndertigste noot/rust |              | A thirty-second/demisemiquaver rest |

Net als bij noten geldt: een punt achter de rust verlengt de duur hiervan met de helft.
Als rusten meer dan een maat duren, worden ze wel gegroepeerd genoteerd: